# Molgula hodgsoni
Molgula hodgsoni är en sjöpungsart som beskrevs av William Abbott Herdman 1910. Molgula hodgsoni ingår i släktet Molgula och familjen kulsjöpungar.
Artens utbredningsområde är Södra Ishavet. Inga underarter finns listade i Catalogue of Life.